# 우에노 아사미
우에노 아사미(일본어: 上野 愛咲美, うえの あさみ, 2001년 10월 26일, 도쿄도 ~ )는 일본기원 도쿄 본원 소속의 바둑 기사이다. 후지사와 가즈나리 8단의 문하생이다.

## 경력
- 2016년 입단 (여류 기사 특별채용 시험)
- 2018년 2단(二段) 승단（2017년 상금랭킹 초단 1위）제21기 여류기성전(女流棋聖戦) 첫 우승이자 여류기성전 역사상 최연소 우승(만 16세 3개월, 상대 셰이민 2-0)
- 2019년 제21기 여류기성전(女流棋聖戦) 우승, 2연패(상대 후지사와 리나 4단 2-0), 제28기 용성전 여류 기사로는 최초로 결승진출에 의해 3단(三段) 승단, 제28기 용성전 준우승(상대 이치리키 료 8단,♦ 여류 기사 최초),제38기 여류본인방전(女流本因坊戦) 우승,(상대 후지사와 리나 3-1)
- 2020년 제5회 선흥배 여류최강전 우승
- 2021년 4단(四段) 승단, 제24기 여류기성전 우승(상대 스즈키 아유미 7단 2-1), 제32기 여류명인전 준우승(상대 후지사와 리나 0-2), 제8기 아이즈중앙병원배 여류바둑토너먼트 준우승(상대 후지사와 리나 0-2), 제46기 신인왕전 준우승(상대 소토야나기 세분 1-2), 제16회 히로시마 알루미늄 약리전 우승(상대 니시 다케노부 5단) ♦ 남녀 혼합 기전에서 여류 기사의 우승은 2020년 제15회 약리전에서 후지사와 리나에 이어 2번째
- 2022년 5단(五段) 승단, 제25기 여류기성전 우승(상대 스즈키 아유미 7단 2-0) ♦통산 일본 여류기성전 4회 우승, 2022년 센코컵 월드바둑여류최강전 우승, 제9기 아이즈중앙병원배 여류바둑토너먼트 우승(상대 후지사와 리나 2-1), 제41기 여류본인방전(女流本因坊戦) 준우승(상대 후지사와 리나 5단 0-3), 제17회 히로시마 알루미늄 약리전 우승(상대 고이케 요시히로 7단) ♦ 남녀 혼합 기전에서 여류 기사로는 최초로 2연패 달성
- 2023년 제26기 여류기성전 준우승(상대 나카무라 스미레 3단 1-2),제5회 센코컵 월드바둑여류최강전 3위, 제34기 여류명인전 우승(2-0, 상대 후지사와 리나), 제10기 아이즈중앙병원배 여류바둑토너먼트 우승(2연패 달성,상대 후지사와 리나 2-1), 제48기 신인왕전 우승(상대 야오쯔텅 6단, 2-0) ♦ 여류 기사 최초 일본 신인왕전 우승
- 2024년 제35기 여류명인전 준우승(상대 후지사와 리나, 0-2),제11기 아이즈중앙병원배 여류바둑토너먼트 우승(3연패 달성 2-0, 상대 무카이 치아키), 제10회 황룡사배 세계여자바둑대회 준우승(상대 저우훙위), 제9회 선흥배 여류최강전 준우승(상대 후지사와 리나), 제7회 오청원배 세계여자바둑대회 우승(2-1, 상대 탕자원 6단) ♦ 일본 기사로는 대회 첫 우승.[1]
- 2025년 6단(六段) 승단, 제36기 여류명인전 우승(상대 후지사와 리나, 2-0),제12기 아이즈중앙병원배 여류바둑토너먼트 우승(4연패 달성 2-1, 상대 후지사와 리나)

## 가족 관계
- 여동생: 우에노 리사 2019년 4월 1일 입단